# Xi'an, Guangdong
Xi'an  är en köping i sydöstra Kina. Den ligger i Lianzhou i staden Qingyuan i provinsen Guangdong,  omkring 220 kilometer nordväst om provinshuvudstaden Guangzhou. Antalet invånare är 26 942. Befolkningen består av 13 196 kvinnor och 13 746 män. Barn under 15 år utgör 19,0 %, vuxna 15-64 år 64 %, och äldre över 65 år 15,0 %.